# Grapsicepon magnum
Grapsicepon magnum är en kräftdjursart som beskrevs av Sueo M. Shiino1936. Grapsicepon magnum ingår i släktet Grapsicepon och familjen Bopyridae. Inga underarter finns listade i Catalogue of Life.